# Dahieh
Dahieh (arabisch الضاحية الجنوبية, DMG aḍ-Ḍāḥīya al-Ǧanūbīyaⓘ, französisch Banlieue Sud de Beyrouth, Dâhiye de Beyrouth) ist ein mehrheitlich von schiitischen Muslimen bewohnter Vorort Beiruts. Er befindet sich südlich von Beirut, im Distrikt Baabda und des Gouvernements Libanonberg in Libanon. Dahieh besteht aus mehreren Ortschaften und Gemeinden.
Es gibt eine Minderheit koexistierender sunnitischer Muslime und ein palästinensisches Flüchtlingslager mit mindestens 20.000 Einwohnern. Seit dem Bürgerkrieg in Syrien kommen in diesem Flüchtlingslager auch Syrer unter. Nördlich vom Rafiq-Hariri-Flughafen gelegen führt die Autobahn M51, welche Beirut mit dem Flughafen verbindet, durch Dahieh. Bereits vor dem Libanonkrieg 2006 war der Vorort ein Wohngebiet und Ort des Handels. Er enthielt Einkaufszentren, Geschäfte und Souks.
Dahieh wurde in der Vergangenheit als „Hochburg“ der Hisbollah bezeichnet. Hisbollah hat Standorte in Haret Hreik, Hadath und Bourj el-Barajneh, wo Anhänger der Partei sich zu besonderen Anlässen treffen.

## Geschichte
Burj el-Barajneh ist die älteste Ortschaft in Dahieh. Die Stadt war im Jahre 1367 von Schiiten bewohnt, als die Einwohner gegen die herrschenden Mamluken rebellierten. Das Osmanische Steuerregister „Tapu Tahrir“ von 1545 erwähnt Burj el-Barajneh mit einer Bevölkerung von 169 Haushalten, elf Junggesellen und einem Imam. Zu diesem Zeitpunkt waren alle Einwohner Schiiten. Dieselben „Schiiten von Burj“ werden in den Manuskripten des maronitischen Patriarchen Estephane Boutros El Douaihy von 1661 als solche identifiziert. Burj el-Barajneh wird darin als „Burj Beirut“ ("Turm von Beirut") genannt.
Vor dem Bürgerkrieg war Dahieh eine von mehreren, sich immer schneller urbanisierenden, ländlichen Siedlungen um Beirut. Zu dem Zeitpunkt lebten Christen und Schiiten südlich von Beirut. Es ließen sich hier immer wieder Schiiten aus Südlibanon und der Bekaa-Ebene nieder.
Während der Belagerung von Tel-el-Zaatar seitens der Falangisten 1976 wurde das hauptsächlich schiitisch bewohnte Naba'a Viertel in Ostbeirut von diesen angegriffen. Etwa 100.000 Schiiten wurden vertrieben; Viele von ihnen zogen nach Dahieh. Diese Fluchtbewegungen hielten mindestens bis in die 1980er an, nicht zuletzt auch aufgrund der israelischen Einmärsche in den Südlibanon von 1978 und 1982. Wegen dieser Einmärsche flohen Hunderttausende aus ihren Dörfern; Tausende tote Zivilisten und die Zerstörung von bis zu 80 % der Dörfer im Südlibanon besiegelten eine dauerhafte Umsiedlung der Bevölkerung. Um 1986 lebten über 800.000 Schiiten in Dahieh, dies entsprach der Mehrheit aller Schiiten im Libanon.
Nach dem Einmarsch Israels 1982 war Dahieh größtenteils zerstört. Als Israels Streitkräfte den Rand Beiruts erreichten und die Stadt belagerten, wurden Dahieh und dessen Randbereiche weitflächig bombardiert, dabei wurden zahlreiche Zivilisten getötet. Am 1. August, als „Schwarzer Sonntag“ bekannt, veranlasste Israel, von Marine und Artillerie unterstützt, 210 Bombardierungen über Dahieh. Rund 185.000 Sprengsätze fielen hier innerhalb von 14 Stunden. Am 12. August führte Israels Armee 200 Luftangriffe durch, bei denen über eine Zeitspanne von elf Stunden über 1.500 Sprengsätze über Dahieh detonierten. Zwischen Oktober 1983 und Juni 1984, besonders während der 'Sechster Februar Intifada', wurde Dahieh erneut intensiv von den US-Kriegsschiffen New Jersey und Virginia attackiert. Es kamen dem ABC-News-Korrespondenten Charles Glass zufolge hunderte von Zivilisten um ihr Leben; es handelt sich hierbei um eine der stärksten Marinebombardierungen seitens der USA seit dem Koreakrieg. Im August 1985 bombardierten die Libanesischen Streitkräfte, damals noch unter Amin Gemayel, Dahieh per Artillerie. Zudem wurde im April 1996 ein Großteil von Dahiehs Infrastruktur durch die israelische Militäroffensive Operation Früchte des Zorns zerstört. Es kamen Zivilisten ums Leben.

## Demographie
Religion in der Dahieh (Ausgenommen: Palästinenser)
Dahieh ist eine der am dichtesten bevölkerten Gemeinden im Libanon. 1986 wurde die Anzahl der dort lebenden Schiiten auf 800.000 geschätzt.

## Libanonkrieg 2006
Al-Manar, der TV-Sender der Hisbollah, war eines der Ziele Israels in Dahieh.
Am 22. September 2006 verkündete Hisbollah-Anführer Hassan Nasrallah bei einer Massenveranstaltung in Dahieh einen „göttlichen Sieg“ gegen Israel. Er erwähnte den Besitz von 20.000 Raketen und kritisierte Libanons Zentralregierung, sie solle zurücktreten und eine neue Einheitsregierung bilden.

## Anschläge 2013
Am 9. Juli 2013 wurden 53 Menschen verletzt, nachdem eine Bombe in einer stark besuchten Einkaufsstraße detonierte; es war Beginn des islamischen Fastenmonats Ramadan.
Am 15. August 2013, einen Monat nach dem ersten Anschlag, explodierte eine Autobombe in dem Vorort. Mindestens 21 Menschen wurden getötet, 200 wurden verletzt – eine Mehrheit davon Kinder. Eine Gruppe, die sich zur syrischen Opposition bekennt, die „Brigade Aischas“, behauptete, für den Anschlag verantwortlich zu sein.